# Simulium palustre
Simulium palustre är en tvåvingeart som beskrevs av Rubtsov 1956. Simulium palustre ingår i släktet Simulium och familjen knott. Inga underarter finns listade i Catalogue of Life.